# روضة البصير
روضة جميل بصير هي أسيرة وفدائية فلسطينية. ولدت في القدس عام 1952 لعائلة من الطيبة قضاء رام الله. خاضت غمار العمل العسكري في مطلع السبعينيات وأعتقلت في العام 1977م.
عاشت تجربة الإعتقال مع الأسيرات عائشة عودة، ورسمية عودة اللتان جرى اعتقالهن بعد مساهمات فعلية في العمل الفدائي، فأمضين سنوات عديدة في المعتقلات الإسرائيلية عقب حرب حزيران 1967، ليسجلن تجربة فريدة للمرأة الفلسطينية، وقدرتها على الصمود في سجون الاحتلال، على الرغم من كل أصناف التعذيب التي مارسها بحقهن. أُطلق سراحها عام 1985 ضمن عملية الجليل لتبادل الأسرى.
أنتجت المخرجة الفلسطينية بثينة كنعان خوري فيلم سينيمائي بعنوان "نساء في الصراع" لتروي تجربة كفاح المرأة الفلسطينية، ومشاركتها الفعالة ونضالها من أجل تحرير بلادها، وذلك من خلال مجموعة من النساء الفلسطينيات اللواتي كانت لهن تجربة مميزة داخل الأرض المحتلة، وكان من بينهم الأسيرة روضة لوجود تفاصيل حياتها اليومية التي تتمثل من خلال ما خاضته من تجربة ثورية، وما يمكن أن تكشف عنه من جوانب هذه التجربة على المستوى الوطني، والإنساني الشخصي الفردي.